# Potinmünze

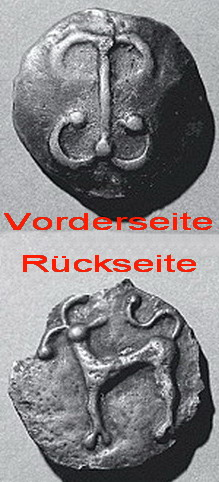
Potinmünze Zürcher Typ

Potinmünzen sind Münzen aus Potin, einer Bronzelegierung. Bei den Potinmünzen wurde ein relativ hoher Anteil an Zinn verwendet. Sie wurden im Unterschied zur üblichen Münzherstellung nicht geprägt, sondern gegossen.

## Geschichte
Potinmünzen wurden von etwa 150 v. Chr. bis zur Zeitenwende von den Kelten verwendet und in Umlauf gebracht.
Ein bislang in dieser Form einmaliger Fund wurde am 3. Juli 1890 in einer Baugrube beim ehemaligen Börsengebäude an der Bahnhofstraße in Zürich gemacht. In 5,5 Metern Tiefe kamen bei Bauarbeiten mehrere Metallklumpen zum Vorschein, deren größter 59,2 kg wiegt. Die Brocken, die heute im Schweizerischen Landesmuseum aufbewahrt werden, bestehen aus rund 18.000 miteinander verschmolzenen keltischen Münzen, die mit Holzkohlestücken durchmischt sind und sich in die Zeit um 100 v. Chr. datieren lassen. Bei diesem Fund werden zwei Münztypen unterschieden: Potinmünzen vom sogenannten Zürcher Typ, die einheimischen Helvetiern zugeordnet werden und Potinmünzen der in Ostfrankreich beheimateten Sequaner.